# Улоф Тунберг
Фріц-Улоф Тунберг (21 травня 1925 , Västerås domkyrkoförsamlingd  — 24 лютого 2020 , Nacka, лен Стокгольм ) — шведський актор і режисер, можливо, найбільш відомий за озвучуванням персонажа мультфільму Бамсе.

## Життєпис та кар'єра
Тунберг народився  1925 року як Фріц-Улоф Тунберг у Вестеросі, де він створив театральний клуб під назвою Scenklubben, до якого також увійшли Ларс Екборг і поет Бо Сеттерлінд. Він навчався в театральній школі Calle Flygare у Стокгольмі, а потім з 1950 по 1952 рік у Dramatens elevskola; між ними, наприкінці 1940-х років, виступав у громадських парках. 
Закінчивши драматичну школу, Тунберг приєднався до провінційного театру Східної Готландії (Östgötateatern), де він займався режисерською діяльністю, а потім став актором-фрілансером.  У 1950-х роках став відомий завдяки участі в радіопрограмі Mannen i svart («Людина в чорному»), де своїм глибоким голосом, супроводжуваним різноманітними звуковими ефектами, він представляв різноманітні історії жахів і надприродного.  У 1963 році він зіграв роль церковного органіста Фредріка в драмі Інгмара Бергмана «Зимове світло». 
Тунберг знявся в багатьох фільмах, головним чином, у ролях другого плану і є голосом Бамса та Агатона Сакса в дитячих фільмах і записах.  Він також озвучив Шерхана в шведській дубльованій версії «Книги джунглів» Діснея 1967 року та її продовження 2003 року «Книги джунглів 2».
У 2006 році Тунберг був ведучим Sommar на Sveriges Radio P1. 
Улоф Тунберг також знімався на телебаченні. 

### Особисте життя

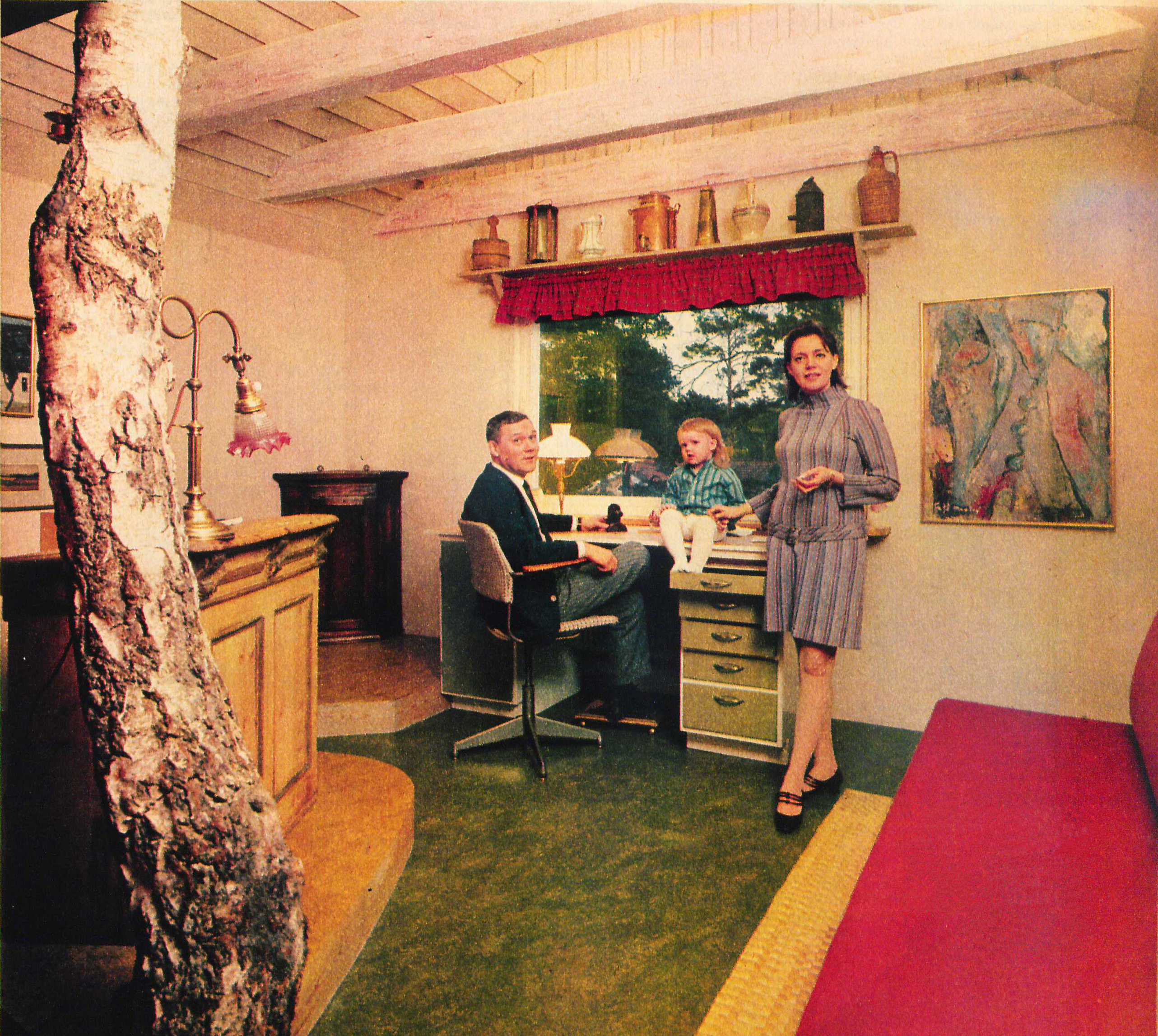
Улоф Тунберг з Моною Андерссон та їх первістком Амандою в їхньому домі у Вермделандеті, 1967 рік.

Раніше Тунберг був одружений з Інгрід Йоханссон.  Пізніше він жив у незареєстрованому шлюбі з акторкою Моною Андерссон, з якою він познайомився завдяки радіовиставі.  Він був батьком актора Сванте Тунберга   і тестем оперної співачки Малени Ернман, у яких народилася його онука, відома кліматична активістка Грета Тунберг . 
У 1959 році Улоф Тунберг заручився з актрисою Леною Гранхаген, з якою він познайомився під час постановки вистави, в якій були інтимні сцени. Вони прожили разом до 1960-х років, і також знімалися разом як пара в телесеріалі Villervalle i Söderhavet в 1963 році .
Улоф Тунберг помер 24 лютого 2020 року на 95-му році життя .

## Вибрана фільмографія
- 1948 – De kämpade sig till frihet
- 1953 – I dur och skur
- 1953 – «Змах крил у ночі».
- 1954 – Бомба-сміх
- 1955 – Леді та Блудько (голос шведською мовою; також у дубляжі 1989); Борис (лише в оригінальному дубляжі 1955 року)
- 1955 – Дикі птахи
- 1955 – Люди фінських лісів
- 1956 – 7 vackra flickor
- 1957 – Подорож мрійника
- 1957 – Ореол ковзає
- 1957 – міністр Уддарбо
- 1957 – Vägen genom Skå
- 1958 – Fridolf Stands Up!
- 1959 – Fröken Chic (не в титрах)
- 1959 – Лев у місті
- 1960 – Жертва кинута
- 1960 – Літо і грішники
- 1961 – Сто і один далматинець: Полковник (голос шведською мовою, лише оригінальний дубляж 1961 року)
- 1961 – Перлемор
- 1963 – Det är hos mig han har varit
- 1963 – Зимове світло
- 1963 – Адам і Єва
- 1963 – Принс Хатт під керівництвом Йордана
- 1964 – Äktenskapsbrottaren
- 1967 – Книга джунглів : Шерхан (голос шведською мовою)
- 1968 – Villervalle i Söderhavet
- 1976 – Smurfarna och den förtrollade flöjten : оповідач, Фрекелін (голос)
- 1977 – Рятувальники : Руфус (голос шведською мовою)
- 1980 – Sverige åt svenskarna
- 1981 – The Fox and the Hound : Grumpy Badger (шведська озвучка)
- 1982 – Білосніжка та сім гномів : Сварливий (голос шведською мовою)
- 1986 – Амороза
- 1988 – Земля перед часами : оповідач (голос шведською мовою)
- 1996 – «Монополь».
- 1996 – Lilla Jönsson Ligan och cornflakeskuppen
- 1997 – Лілла Йонссон Ліга på styva linan
- 2001 – Леді та Блудько 2: Пригоди Скемпа : Trusty (шведська озвучка)
- 2001 – Корпорація монстрів : генеральний директор Генрі Дж. Вотернуз III (голос шведською мовою)
- 2003 – Книга джунглів 2 : Шерхан (голос шведською мовою)
- Джерело : [14]

## Вибрані виступи на телебаченні
- 1963 – Villervalle i Söderhavet (серіал)
- 1965 – En historia till petrag (серіал)
- 1965 – Нікласони (серіал)
- 1966 – Mästerdetektiven Blomkvist på nya äventyr
- 1968 – Lärda fruntimmer
- 1968 – Пігмаліон
- 1968 – Markurells i Wadköping (серіал)
- 1969 – Biprodukten
- 1969 – Håll polisen utanför (серіал)
- 1970 – Röda rummet (серіал)
- 1970 – Regnbågslandet (серіал)
- 1970 – Ett Dockhem
- 1972–1974 – Bröderna Malm (серіал)
- 1972–1973 – Bamse (серіал): оповідач, голоси
- 1973 – Ett köpmanshus i skärgården (телесеріал)
- 1981 – Bamse och den lilla åsnan : оповідач, голоси
- 1982 – Dubbelsvindlarna (серіал)
- 1991 – Bamse i Trollskogen : оповідач, голоси
- 1991 – Storstad (серіал)
- 1991 – Sunes jul (серіал)
- 1993 – Allis med is (серіал)
- 1994 – Три крони (серіал)
- 1995 – Сюкан (серіал)
- 1995 – Jeppe på berget (серіал)
- 2001 – Återkomsten (серіал)
- 2003 – Solbacken: Avd. Е (серія)
- Джерела:[14][15]

- 1972 – Söndagspromenaden (телебачення) [16]
- 1969 – Galgmannen (телебачення) [17]